# سماتش ميرو
سماتش ميرو (بالفارسية: سماچ میرو) هي قرية تقع في قسم نغور الريفي (مقاطعة تشابهار) في إيران. يقدر عدد سكانها بـ 606 نسمة بحسب إحصاء 2016.